# Società Polisportiva Ars et Labor 1936-1937
Questa pagina raccoglie le informazioni riguardanti la Società Polisportiva Ars et Labor nelle competizioni ufficiali della stagione 1936-1937.

## Stagione
La caduta in terza serie è stata pesante per tutto l'ambiente ferrarese: i vertici societari assistono ad un nuovo cambio di presidenza, che passa nelle mani di Nino Fiorini: egli sarà lo scopritore di un certo Paolo Mazza, destinato a scrivere trent'anni di storia biancazzurra. In tempi di autarchia torna un allenatore italiano, ferrarese nel caso appunto di Mazza. All'ex trainer della Portuense viene affidato un nugolo di giovani di belle speranze, più qualche conferma come quella dei fratelli Vinicio e Filippo Tumiati. 
La SPAL disputa un discreto girone A di Serie C, Arrigo Fibbi è il nuovo capocannoniere con 13 centri personali. L'entusiasmo dei giovani biancazzurri va talvolta a sbattere contro la maggior esperienza di squadre come il Treviso e soprattutto del Padova, che sono nel pieno della maturazione; il terzo posto finale ottenuto dai ferraresi va considerato come un risultato positivo. La stagione 1936-1937 ha visto la squadra ferrarese raccogliere 32 punti, ad un punto dal Treviso secondo a quota 33.

## Rosa
| N. |                   | Ruolo | Calciatore           |
| -- | ----------------- | ----- | -------------------- |
|    | Italia (bandiera) | P     | Antonio Cazzanelli   |
|    | Italia (bandiera) | D     | Arturo Boniforti     |
|    | Italia (bandiera) | D     | Mario Conte          |
|    | Italia (bandiera) | D     | Ermelindo D'Agostini |
|    | Italia (bandiera) | D     | Luigi Olasi          |
|    | Italia (bandiera) | D     | Primo Piva           |
|    | Italia (bandiera) | C     | Francesco Bergonzoni |
|    | Italia (bandiera) | C     | Bruno Bertacchini    |
|    | Italia (bandiera) | C     | Maurizio Biella      |

| N. |                   | Ruolo | Calciatore           |
| -- | ----------------- | ----- | -------------------- |
|    | Italia (bandiera) | C     | Odino Bonora         |
|    | Italia (bandiera) | C     | Nino Negrini         |
|    | Italia (bandiera) | C     | Giuseppe Pavan       |
|    | Italia (bandiera) | C     | Filippo Tumiati      |
|    | Italia (bandiera) | A     | Nello De Lorenzi     |
|    | Italia (bandiera) | A     | Arrigo Fibbi         |
|    | Italia (bandiera) | A     | Ermanno Poggipollini |
|    | Italia (bandiera) | A     | Vinicio Tumiati      |
|    | Italia (bandiera) | A     | Giordano Varoli      |

## Risultati

### Serie C (girone A)

#### Girone di andata
| Arbitro: | Roggiero (Firenze) |

|                               |           |  |
| Fibbi 70’, 83’ Tumiati II 75’ | Marcatori |  |

| Arbitro: | Carminati (Milano) |

|               |           |  |
| Paulinich 15’ | Marcatori |  |

| Arbitro: | Pasinati (Venezia) |

|                                                        |           |  |
| De Lorenzi 5’ Tumiati I 28’, 81’ Negrini 66’ Fibbi 75’ | Marcatori |  |

| Arbitro: | Bettucchi (Padova) |

|                   |           |                |
| Em. Mantovani 34’ | Marcatori | 18’, 40’ Fibbi |

| Arbitro: | Salvagno (Trieste) |

|                                    |           |            |
| Tumiati II 34’, 44’ De Lorenzi 64’ | Marcatori | 56’ Petron |

| Pola 8 novembre 1936 6ª giornata | Grion Pola          | 0 – 0 | SPAL | Stadio del Littorio\| Arbitro: \| Gardenghi (Brescia) \| |
| Arbitro:                         | Gardenghi (Brescia) |       |      |                                                          |

| Arbitro: | Leoni (Milano) |

|                               |           |           |
| Tumiati II 31’ Fibbi 61’, 76’ | Marcatori | 75’ Xausa |

| Arbitro: | Candela (Genova) |

|            |           |  |
| Pitassi 2’ | Marcatori |  |

| Arbitro: | Cardinali (Milano) |

|           |           |  |
| Pavan 86’ | Marcatori |  |

| Arbitro: | Roggiero (Firenze) |

|                                 |           |                  |
| Tavano 33’, 49’ Abatematteo 42’ | Marcatori | 75’ (aut.) Cirol |

| Arbitro: | Limido (Milano) |

|                                          |           |  |
| Tumiati II 14’, 25’ Boniforti 83’ (rig.) | Marcatori |  |

| Arbitro: | Pasinati (Venezia) |

|                            |           |               |
| Poggipollini 53’ Pavan 59’ | Marcatori | 66’ Sternieri |

| Arbitro: | Garzena (Voghera) |

|               |           |           |
| Tassinari 55’ | Marcatori | 64’ Pavan |

#### Girone di ritorno
| Arbitro: | Pirovano (Monza) |

|                         |           |  |
| Dobrilla 51’ Celant 88’ | Marcatori |  |

| Arbitro: | Barbieri (Genova) |

|                                                                |           |            |
| Boniforti 10’ (rig.) Pavan 56’ Tumiati II 59’ Poggipollini 85’ | Marcatori | 25’ Gregar |

| Arbitro: | Salvini (Firenze) |

|  |           |                       |
|  | Marcatori | 35’ (aut.) De Vescovi |

| Arbitro: | Roggiero (Firenze) |

|                           |           |            |
| Tumiati II 27’ Varoli 55’ | Marcatori | 1’ Bernard |

| Arbitro: | Curradi (Firenze) |

|                           |           |                |
| Benelle 51’ Zanotelli 60’ | Marcatori | 63’ Tumiati II |

| Arbitro: | Camisasca (Milano) |

| |           |  |
| Fibbi 6’, 32’, 52’, 64’, 82’ Boniforti 18’, 72’ (rig.) Tumiati I 41’ Poggipollini 74’ Tumiati II 87’ | Marcatori |  |

| Arbitro: | Casati (Como) |

|                                  |           |           |
| Pernigo 34’ Ros 49’ Mascotto 74’ | Marcatori | 62’ Fibbi |

| Arbitro: | Melioli (Genova) |

|                 |           |             |
| Poggipollini 9’ | Marcatori | 56’ Pitassi |

| Arbitro: | Leoni (Milano) |

|           |           |           |
| Berro 49’ | Marcatori | 71’ Pavan |

| Arbitro: | Camiolo (Milano) |

|                                 |           |  |
| Biella 9’, 81’ Poggipollini 31’ | Marcatori |  |

| Arbitro: | Gardenghi (Brescia) |

|           |           |                |
| Rossi 27’ | Marcatori | 81’ Tumiati II |

| Arbitro: | Sorbi (Firenze) |

|                              |           |  |
| Franchini 10’ Bergonzini 31’ | Marcatori |  |

| Arbitro: | Roggiero (Firenze) |

|                |           |          |
| De Lorenzi 21’ | Marcatori | 9’ Volpi |